# Perdita maritima
Perdita maritima är en biart som beskrevs av Timberlake 1954. Perdita maritima ingår i släktet Perdita och familjen grävbin. Inga underarter finns listade i Catalogue of Life.